# Colombian Open
Die Colombian Open sind ein Squashturnier für Herren in Bogotá und Teil der PSA World Tour. Sie werden seit 1995 als Profiturnier ausgetragen und gehörten bis 2015 zur Kategorie International 50 mit einem Gesamtpreisgeld in Höhe von 50.000 US-Dollar. Nach einer längeren Pause fand 2021 wieder eine Austragung statt.
Mit vier Turniersiegen in den Jahren 2005 bis 2007 sowie 2013 ist Peter Barker Rekordsieger des Turniers.

## Sieger
| Jahr                         | Sieger                 | Finalgegner            | Ergebnis                                |
| ---------------------------- | ---------------------- | ---------------------- | --------------------------------------- |
| 2021                         | David Baillargeon      | Christopher Gordon     | 11:7, 10:12, 11:6, 11:5                 |
| 2016–2020: nicht ausgetragen |                        |                        |                                         |
| 2015                         | Alfredo Ávila          | Saurav Ghosal          | 11:9, 8:11, 11:4, 11:8                  |
| 2014                         | Miguel Ángel Rodríguez | Omar Mosaad            | 9:11, 11:7, 11:7, 11:1                  |
| 2013                         | Peter Barker           | Omar Mosaad            | 11:4, 11:4, 8:11, 11:3                  |
| 2012                         | Tarek Momen            | Miguel Ángel Rodríguez | 3:11, 11:4, 11:3, 12:10                 |
| 2011                         | Mohamed Elshorbagy     | Laurens Jan Anjema     | 7:11, 11:7, 11:8, 2:11, 17:15           |
| 2010                         | Miguel Ángel Rodríguez | Olli Tuominen          | 9:11, 11:9, 11:5, 11:5                  |
| 2009                         | David Palmer           | Borja Golán            | 12:10, 11:13 12:10, 5:11, 12:12 Aufgabe |
| 2008                         | Miguel Ángel Rodríguez | Jorge Baltazar         | 11:6, 9:11, 11:5, 11:5                  |
| 2007                         | Peter Barker           | Borja Golán            | 13:11, 11:8, 11:6                       |
| 2006                         | Peter Barker           | Miguel Ángel Rodríguez | 11:6, 13:11, 11:7                       |
| 2005                         | Peter Barker           | Raj Nanda              | 11:6, 11:1, 11:4                        |
| 2004                         | nicht ausgetragen      | nicht ausgetragen      | nicht ausgetragen                       |
| 2003                         | nicht ausgetragen      | nicht ausgetragen      | nicht ausgetragen                       |
| 2002                         | Renan Lavigne          | John Williams          | 17:16, 15:12, 14:17, 15:10              |
| 2001                         | Renan Lavigne          | Wael El Hindi          | 15:13, 15:0, 15:6                       |
| 2000                         | Stephen Meads          | Tim Garner             | 15:5, 15:12, 15:12                      |
| 1999                         | Olli Touminen          | Peter Genever          | 15:14, 17:15, 15:10                     |
| 1998                         | Stewart Boswell        | Thierry Lincou         | 13:15, 15:10, 15:5, 4:15, 15:12         |
| 1997                         | Tony Hands             | Tim Garner             | 3:1*                                    |
| 1996                         | Tim Garner             | Stuart Cowie           | unbekannt                               |
| 1995                         | Stefan Casteleyn       | Federico Usandizaga    | 15:12, 15:6, 15:10                      |